# Cucullia inaequalis
Cucullia inaequalis är en fjärilsart som beskrevs av Antonius Johannes Theodorus Janse 1939. Cucullia inaequalis ingår i släktet Cucullia och familjen nattflyn. Inga underarter finns listade i Catalogue of Life.